# Stanko Tavčar
Stanko Tavčar (Castel Dobra, 2 febbraio 1898 – Lubiana, 11 luglio 1945) è stato un calciatore jugoslavo, di ruolo difensore.